# Кодрань (гміна Жонсня)
Кодрань (пол. Kodrań) — село в Польщі, у гміні Жонсня Паєнчанського повіту Лодзинського воєводства.
Населення — 147 осіб (2011).
У 1975-1998 роках село належало до Пйотрковського воєводства.

## Демографія
Демографічна структура станом на 31 березня 2011 року:
|          | Загалом | Допрацездатний вік | Працездатний вік | Постпрацездатний вік |
| -------- | ------- | ------------------ | ---------------- | -------------------- |
| Чоловіки | 78      | 17                 | 49               | 12                   |
| Жінки    | 69      | 18                 | 36               | 15                   |
| Разом    | 147     | 35                 | 85               | 27                   |